# سفر الحجارة (مسلسل)
سفر الحجارة هو مسلسل تلفزيوني سوري عن القضية الفلسطينية، من إخراج يوسف رزق، وتأليف هاني السعدي.

## قصته
يروي المسلسل حال الفلسطينيين في آخر 7 سنوات منذ 2001 حتى أحداث غزة الأخيرة 2009. يتخذ المسلسل عائلة أبو محمود محوراً للقصة، حيث تتكون هذه العائلة من أم محمود زوجة الشهيد وأم لأربعة رجال، استشهد ابنها الأكبر وابنتها برصاص المحتل الإسرائيلي. فهي تمثل رمزاً للعزة والصمود والشموخ. والقصص التي تحدث مع أولادها وأبرزها قصة «خلدون» الذي يتم استغلاله لخدمة الموساد من دون أن يدري، والأخ الأكبر الذي يشكل جزء هام من حركة المقاومة الفلسطينية في القدس.

## نجوم العمل
1. نادين
2. عبد الفتاح المزين
3. صفاء رقماني
4. قاسم ملحو
5. يوسف رزق
6. روعة ياسين
7. تيسير إدريس
8. أمية ملص
9. نضال سيجري
10. وائل رمضان
11. فيلدا سمور
12. سليم كلاس
13. ميلاد يوسف
14. ريما الشيخ
15. توفيق إسكندر

بالإضافة للطفلين:
- سليمان رزق (ودوره من الأدوار المحورية بالعمل فهو الذي يحاول مراراً قتل الضابط قاتل أمه)
- ودانيال رزق (صاحب الأربع سنوات الذي قدم دور صغير ولكنه استطاع تأديته بنجاح)

## صعوبات
واجهت المخرج والكاتب صعوبات في إنتاج وتسويق العمل حيث ان المحطات العربية لا تحبذ هذا النوع من الأعمال، فكل جهة عاملة في المسلسل ساعدت في إنجاز هذا المسلسل ابتداء من الكاتب وانتهاء بأصغر فني في العمل، وعدة قنوات رفضت العمل كقناة «الأقصى» الفلسطينية! وغيرها. فعرض العمل على 3 قنوات فضائية هي «سورية دراما» و«الجماهيرية 2» و «ديرة».